# Communauté de communes Loire et Allier
La communauté de communes Loire et Allier est une communauté de communes française, située dans le département de la Nièvre et la région Bourgogne-Franche-Comté.

## Historique
Elle est créée le 31 décembre 1993 avec effet le 1er janvier 1994.
Le 1er janvier 2010, la commune siège de la communauté, Gimouille décide de quitter l'intercommunalité afin de rejoindre la communauté d'agglomération de Nevers.
Le 1er janvier 2024, la commune de Saint-Éloi quitte l'intercommunalité pour rejoindre la communauté d'agglomération de Nevers.

## Territoire communautaire

### Géographie
Elle est située au sud de Nevers, principalement entre l'Allier et la Loire.

### Composition
La communauté de communes est composée des 5 communes suivantes :

| Nom                            | Code Insee | Gentilé      | Superficie (km2) | Population (dernière pop. légale) | Densité (hab./km2) |
| ------------------------------ | ---------- | ------------ | ---------------- | --------------------------------- | ------------------ |
| Saint-Parize-le-Châtel (siège) | 58260      |              | 49,11            | 1 216 (2022)                      | 25                 |
| Chevenon                       | 58072      | Chevenonnais | 32,94            | 632 (2022)                        | 19                 |
| Magny-Cours                    | 58152      | Magniens     | 31,87            | 1 417 (2022)                      | 44                 |
| Mars-sur-Allier                | 58158      |              | 20,93            | 300 (2022)                        | 14                 |
| Sauvigny-les-Bois              | 58273      | Sauvignois   | 29,64            | 1 413 (2022)                      | 48                 |

### Démographie
| 1968  | 1975  | 1982  | 1990  | 1999  | 2010  | 2015  | 2021  |
| ----- | ----- | ----- | ----- | ----- | ----- | ----- | ----- |
| 4 643 | 4 673 | 4 830 | 5 250 | 5 210 | 5 150 | 5 105 | 4 972 |

## Administration

### Siège
Le siège de la communauté de communes est situé à Saint-Parize-le-Châtel.

### Les élus
Le conseil communautaire de la communauté de communes se compose de 17 conseillers, élus pour une durée de six ans.
Ils sont répartis comme suit :
| Nombre de conseillers | Communes                            |
| --------------------- | ----------------------------------- |
| 5                     | Sauvigny-les-Bois                   |
| 4                     | Magny-Cours, Saint-Parize-le-Châtel |
| 2                     | Chevenon, Mars-sur-Allier           |

### Présidence
| Période                                  | Période  | Identité     | Étiquette | Qualité                                   |
| ---------------------------------------- | -------- | ------------ | --------- | ----------------------------------------- |
| Les données manquantes sont à compléter. |          |              |           |                                           |
| 2020                                     | En cours | André Garcia | SE        | Maire de Saint-Parize-le-Châtel (2008 → ) |

### Régime fiscal et budget
Le régime fiscal de la communauté de communes est la fiscalité professionnelle unique (FPU).